# Бохемија (музичка група)
Бохемија је српска музичка група из Ниша. Најчешће се сврстава у психоделични поп и рок.

## Историја

### Почеци и основни подаци
Група Бохемија је почела да се окупља и ствара музику у периоду од 2012. до 2014. године. Састав је у раној фази постојања био двочлани, а чинили су га Јанко Џамбас (вокал, гитара) и Михајло Ивановић (бас-гитара). Њима двојици временом су се прикључили бубњар Милан Стоиљковић, клавијатуриста Павле Динић и перкусионисткиња Дина Абу Мајале, те је тако комплетирана прва званична постава Бохемије. Ова петорка је од 2017. почела и са концертним активностима, а један од првих наступа одржала је у августу те године на фестивалу Нишвил.

### 2017—2018:Све наопако
Бохемија је албум првенац Све наопако објавила 25. августа 2017, за етикету Поп депресија. Све песме на њему продуцирао је сам Џамбас. У децембру исте године група је представила и спот за песму Бубе, први сингл са деби албума.
Групу је почетком априла 2018. напустио Павле Динић, а место за клавијатурама од њега је преузела Дина Абу Мајале. Такође, тих дана Бохемији су се званично прикључила и два нова члана — виолиниста Димитрије Мандић и гитариста Милош Павловић. Група је у овој измењеној, шесточланој постави први пут наступила 9. априла 2018. на Нишавском кеју, у оквиру протестне журке против предаје Аеродрома Константин Велики на управљање републичкој власти.
Ова шесторка је у јулу 2018. избацила спот за песму Ван видика и тиме је заокружила промоцију албума Све наопако.

### 2018—2021:Насмеши се и реши се?
Свега неколико месеци касније, у децембру 2018, Бохемија је спотом за сингл Истине најавила друго дугосвирајуће издање. Група је почетком марта 2019. премијерно приказала и спот за песму Пролази време, други сингл са најављеног албума. Коначно, цео албум Насмеши се и реши се? пред слушоцима се нашао 25. марта 2019. и представљао је заједнички издавачки подухват Поп депресије и колектива Кишобран. За продукцију су били задужени Јанко Џамбас и Роберт Телчер.
Састав је током лета 2019. забележио прве наступе на крагујевачком Арсенал фесту и Београдском фестивалу пива. Тог лета стигла је и вест да се Бохемијина песма О љубави нашла у ужем избору за новоустановљену Награду Милан Младеновић. У октобру те године појавио се и спот за песму Како ја тако ти, трећи и завршни сингл са албума Насмеши се и реши се?.
Бохемија је за потребе серијала RadioAparat Live, који је покренуо београдски Радио Апарат, снимила мини-концерт у нишком клубу Фидбек. Том приликом је извела четири песме са другог албума: Истине, Како ја тако ти, О љубави и Пролази време. Видео-снимак тог наступа представљен је 21. новембра 2019. године, док је звучни запис објављен 1. маја 2020, на мини-албуму Feedback Session.

### 2021—2025:Путујемо
Петнаестог октобра 2021. појавио се спот за нову песму Лево око, који је претходио објављивању трећег студијског албума Бохемије. Албум Путујемо је изашао 3. децембра исте године, а издавачи су и овога пута били Поп депресија и Кишобран. Џамбас је седам од осам песама продуцирао самостално, док је на најавном синглу Лево око сарађивао са Миланом Бјелицом.
Група је песме са овог албума одсвирала у једној од епизода веб-серијала Balkanrock Sessions, који приређује музички портал Балканрок. Та епизода је премијеру имала 24. октобра 2022. године, а пар дана касније представљен је и црно-бели спот за песму Сидро, други сингл са албума Путујемо. Читаоци и редакција Балканрока изабрали су Сидро за најбољи регионални сингл у 2022. години.
Београдски састав Ana & The Changes објавио је 15. марта 2023. године мини-албум Сусрет, а чланови Бохемије су гостовали на насловној нумери тог издања. Током пролећа те године спотовима су пропраћене још две песме с трећег албума нишке шесторке — Путујемо и Прсла сам.

### 2025—данас:Одисеја у немиру
У сусрет свом четвртом студијском албуму, Бохемија се 14. јануара 2025. огласила синглом Изађи ми из главе, за који је снимила и спот. Истог дана обзнањено је и да басиста Михајло Ивановић више није члан групе. Свирање баса су преузели Мандић и Џамбас. Албум Одисеја у немиру појавио се 7. марта исте године, под окриљем Поп депресије. Све песме с тог издања снимљене су у време док је Ивановић још био у саставу групе, а Џамбас их је сам продуцирао. Излазак албума пратио је спот за песму Воли ме.

## Чланови

### Садашњи
- Јанко Џамбас — вокал, гитара, бас-гитара
- Дина Абу Мајале — вокал, синтесајзер, удараљке
- Димитрије Мандић — бас-гитара, виолина, вокал
- Милош Павловић [а] — гитара, пратећи вокал
- Милан Стоиљковић [б] — бубањ

### Бивши
- Павле Динић — клавијатуре
- Михајло Ивановић — бас-гитара

## Дискографија

### Студијски албуми
- Све наопако (2017)
- Насмеши се и реши се? (2019)
- Путујемо (2021)
- Одисеја у немиру (2025)

### Мини-албуми
- (2020)

## Награде и номинације
- Награда Милан Младеновић

| Година | Номиновано дело | Исход      | Изв.   |
| ------ | --------------- | ---------- | ------ |
| 2019.  | О љубави        | Номинација | [ 16 ] |

| Година | Категорија  | Номиновано дело | Исход      | Изв.   |
| ------ | ----------- | --------------- | ---------- | ------ |
| 2022.  | Фјужн видео | Лево око        | Номинација | [ 34 ] |